# Pewex

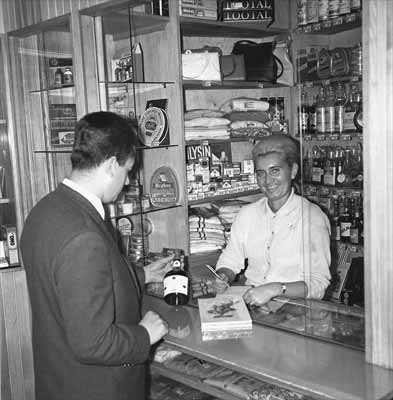
В магазині Pewex

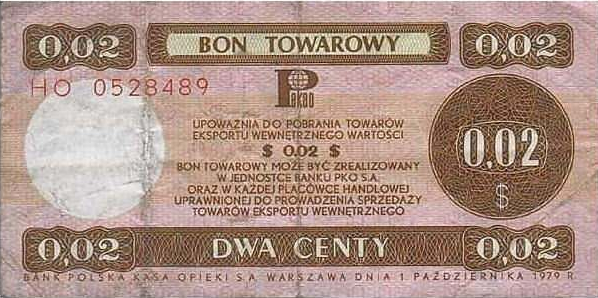
Чек банку Pekao номіналом 2 американських центи

Pewex, скорочення від Przedsiębiorstwo Eksportu Wewnętrznego (пол. Підприємство внутрішнього експорту) — мережа польських магазинів, що займалася продажем західних товарів за тверду валюту (долари США або чеки банку Pekao).

## Історія
У 1960-ті роки планова економіка Польської Народної Республіки переживала кризу. Едвард Герек, який керував Польщею в 1970—1980 роках, зумів забезпечити на деякий час економічне процвітання Польщі не без позичок з-за кордону. Він розробив програму модернізації промисловості та підвищення доступності споживчих товарів, завдяки чому рівень життя в ПНР залишався досить високим деякий час. Однак нафтова криза 1973 року призвела до зростання цін в 1976 році. Для отримання необхідної твердої валюти в 1972 році владою було відкрито мережу магазинів, власником якої був державний банк Pekao. Там за іноземну тверду валюту можна було купити як польські, так і зарубіжні товари, які в той час були в дефіцитні і не були доступні для широкого загалу населення. Законодавством ПНР заборонялося зберігання твердої валюти готівкою, а всі долари і німецькі марки повинні були зберігатися на доларових банківських рахунках. Внаслідок цього влада ввела в обіг товарні чеки PeKaO. Вони були прив'язані до долара США за курсом 1:1 і могли використовуватися як засіб оплати товарів в магазинах Pekao.
Пізніше банк створив окрему компанію, яка займалася продажем подібних товарів — «Przedsiębiorstwo Eksportu Wewnętrznego», скорочено «Pewex». Хоча буква «X» в польському алфавіті була відсутня, її використовували для залучення відвідувачів і створенням атмосфери якоїсь екзотики. У магазинах Pewex продавалися такі товари, як джинси, Coca-Cola, алкогольні напої, деякі цукерки та іграшки, сигарети, побутова техніка і кольорові телевізори. Також Pewex пропонував товари, які вироблялися тільки для експорту — горілку і краківську ковбасу (для внутрішнього експорту). Магазини були популярні і серед іноземних туристів, і дипломатів — ціни на західні товари тут були часом на 40 % нижче, ніж власне на Заході, а товари не оподатковувалися.
У 1980-ті роки під час важких економічних умов в державних магазинах майже нічого не пропонували, тому в Pewex стали продавати і основні продукти харчування, і навіть туалетний папір. До кінця 1980-х років в Pewex стали продавати автомобілі і квартири для тих, хто не хотів стояти в черзі і чекати кілька років свого права на отримання житлової площі або особистої машини. Після початку переходу на ринкову економіку і приватизацію був скасований заборона на зберігання іноземної валюти, внаслідок чого товарні чеки Pekao втратили свою актуальність, а продавані ними товари стали продаватися у всіх магазинах. У 1996 годе Pekao був оголошений банкрутом через тривалу приватизацію та серію помилок в управлінні.